# Innocenceorden

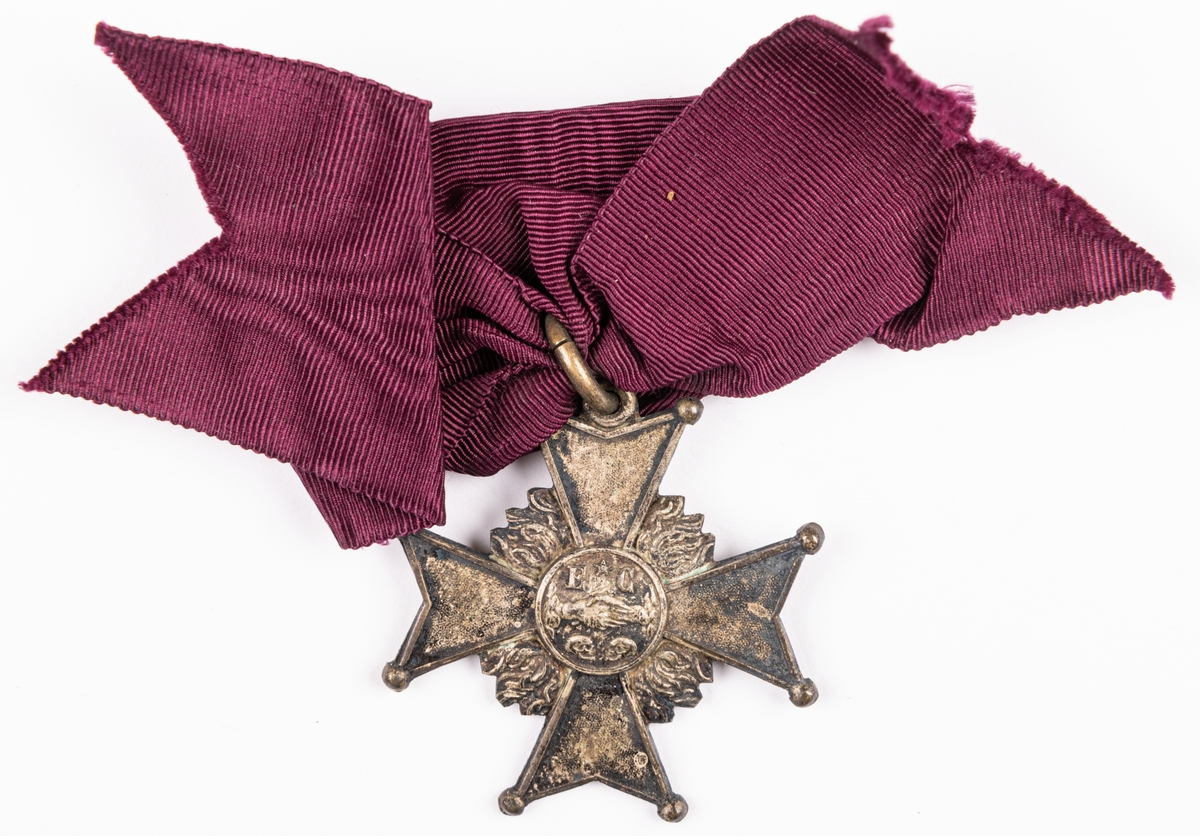
Innocenceordens ordenstecken.

Innocenceorden (franska: Ordre de l'Innocence) är ett ordenssällskap som instiftades av livmedicus Anders Hedenberg och sedermera fältmarskalken greve Berndt Otto Stackelberg den 7 november 1765. Internt används namnet Ändovänkaner Orden.
Ordens medlemmar samlades länge varje år i stora Börssalen till högtidligt firande av stiftelsedagen. I början av 1900-talet flyttade man till Grand Hôtel Royal och beslöt, i samråd med Stora Amaranterorden, att de båda ordnarna skulle avhålla sina högtidssammankomster vartannat år. Innocence Orden ska hålla sina högtidssammankomster på udda årtal, medan Stora Amaranther Orden håller sina högtidssammankomster på jämna årtal.
I dag har orden två stora aktiviteter per år:
- Ordensgille vid ordens högtidsdag ”Solenne Dag”.
- Ordensbal med gustavianskt inspirerade umgängesformer.

## Grader
Innocenceorden har sju grader. Det nuvarande gradsystemet infördes först 1874 och återinfördes 1997. Nya medlemmar inträder i 1. graden.
| Grad      | Ordenstecken                                                                   | Benämning          |
| --------- | ------------------------------------------------------------------------------ | ------------------ |
| 1. graden | Lilla ordensstjärnan i purpurband över hjärtat.                                | Innocencegraden    |
| 2. graden | Lilla ordensstjärnan i purpurband om halsen för herrar och i rosett för damer. | Vänskapsgraden     |
| 3. graden | Stora ordensstjärnan i gult band över höger axel.                              | Trohetsgraden      |
| 4. graden | Stora ordensstjärnan i kungsblått band över höger axel.                        | Diplomatgraden     |
| 5. graden | Stora ordensstjärnan i klarrött band över höger axel.                          | Commendeursgraden  |
| 6. graden | Stora ordensstjärnan i purpurband över höger axel.                             | Hedersgraden       |
| 7. graden | Stora ordensstjärnan i guldkantat purpurband över höger axel.                  | Ordens Högsta Grad |

## Välgörenhet
Ordens humanitära verksamhet kan beläggas tillbaka till 1935. 1935 citerades dåvarande sekreteraren greve Gustaf Horn i pressen vid firandet av Högtidsdagen ”Vi glädja oss åt Innocenceordens livskraft och vi hoppas nu att det ekonomiska överskottet blir stort, ty hela behållningen tillfaller som bekant välgörande ändamål”. Orden har följande aktuella välgörenhetsprojekt:
- Hjälp till hemlösa änkor och barn efter jordbävningen i Pakistan hösten 2005. Hjälpen går sedan 2006 till Stiftelsen AAPKI Foundation. Orden har, liksom flera av Ordens medlemmar, skänkt trästugor till de mest utsatta änkorna i det jordbävningsdrabbade området. Drottning Silvia har aktivt stöttat projektet från första början och kronprinsessan Victoria har engagerat sig som beskyddare för projektet.
- Hjälp till hemlösa med missbruk till ett drogfritt liv och ordnad social tillvaro med egen bostad som mål. Orden stödjer sedan 2008 organisationen Ny Gemenskap, en ideell opolitisk förening som startade 1968 och är verksam i Stockholm.

## Kända medlemmar
- Carl XVI Gustaf
- Kronprinsessan Victoria
- Prins Carl Philip
- Prinsessan Madeleine